# Espigadora
Espigadora, máquina diseñada para formar espigas en la madera o piezas de madera, tales como barrotes o batientes de muebles de madera, esta máquina en la actualidad es totalmente automática, incluye control numérico (CNC), para mayor precisión, sus herramientas cortantes, son capaces de formar espigas cónicas, mejorando así el encastre con la caja de escople.
Una espigadora es una máquina versátil  ,permitiendo espigar en diferentes angulos, tanto en orizontal como en vertical (eje x, eje y),  su capacidad de producción dependiendo del modelo de máquina, oscila entre las 500 y 2000 piezas por turno.
También se puede formar una espiga con herramientas manuales de carpintero, sierra,serrucho y formón 
- Datos: Q5840272